# 11-я Краинская дивизия
11-я краинская ударная дивизия НОАЮ (сербохорв. Једанаеста крајишка ударна дивизија НОВJ / Jedanaesta krajiška udarna divizija NOVJ) — военное подразделение армии Югославии, участвовавшее в Народно-освободительной войне Югославии. Сформирована 1 июня 1943 в Прняворе по указу Иосипа Броза Тито. Изначально носила имя 12-й дивизии, но через три месяца командованием НОАЮ была проведена унификация названий военных подразделений, и дивизия стала 11-й.

## Боевой путь
Первым сражением дивизии стала битва у Бани-Луки, когда командир немецких войск в Хорватии генерал Рудольф Лютерс 13 июня начал операцию «Пфингстен». В ходе этой операции участвовал 721-й егерский полк 114-й егерской дивизии, а также боевая группа «Восток», в которую входил 8-й егерский домобранский полк и чётницкие отряды «Боря» и «Обилич». Согласно плану операции, Литерс собирался уничтожить 11-ю дивизию, но та не позволила себя взять в окружение, и Литерс потерпел неудачу.
10 июля части дивизии совместно с 2-й краинской ударной бригадой взял город Прнявор, выбив оттуда усташей. В течение полугода одна 11-я дивизия вела борьбу сразу против трёх сторон: немцев, усташей-хорватов и чётников в Центральной Боснии. В конце декабря 1943 — начале 1944 года дивизия организовала ещё одну атаку на Баню-Луку, однако главный удар немцев, которые действовали в рамках плана «Напфкюхен», пришёлся прямо на 11-ю дивизию, и атака сорвалась.
8 августа 1944 дивизия переправилась через реку Босну и под непрерывными атаками со стороны 13-й дивизии СС «Ханджар» вырвалась к началу сентября через Дрину в Западную Сербию. В составе 12-го воеводинского корпуса участвовала в освобождении Белграда, а затем вела войну на Сремском фронте. В середине мая дивизия завершила свой боевой путь разгромом группы армий «E» в Словении.